# Сахариметрия
Сахариметри́я, сахариме́трия (от сл. сахар и греч. μετρέω [metreō] — «измеряю») — метод, предназначенный для установления концентрации растворов оптически активных веществ (в первую очередь сахаров — отсюда и название метода).
В сахариметрии используют способность таких веществ поворачивать плоскость поляризации. Угол поворота измеряют с помощью поляриметров, сахариметров (откуда и прямое название). Скорость и надежность этого метода обусловили широкое применение его в физико-химических исследованиях, сахароварении (пищевой промышленности), медицине (химико-фармацевтическом анализе)..

## Описание
В данном методе условия измерения стандартизируются, а шкала специального измерительного прибора (сахариметра) градуируется таким образом, чтобы отсчитывать в этих условиях непосредственно концентрацию оптически-активного вещества (в процентах). Определение концентрации сахара производится в соответствии с Международной сахарной шкалой, в которой 100 градусов (100°S) соответствуют вращению плоскости поляризации света водным раствором 26 г чистой сахарозы в 100 мл раствора, который был измерен в трубке длиной 200 мм при температуре 20 °C, и равняются 34,620 кругового градуса. При стандартных условиях предусматривается освещение сахарного раствора белым светом; в случае произведения измерения концентрации других веществ (например, камфоры) осуществляется освещение раствора монохроматическим светом определённой длины волны.